# Élections municipales de 1970 à Montréal
Les élections municipales de 1970 à Montréal se déroulent le 25 octobre 1970. Ces élections municipales sont tenues durant la Crise d'octobre et se déroulent dans le contexte de la Loi sur les mesures de guerre ; Montréal est occupé par l'armée canadienne.
C'est le maire sortant Jean Drapeau qui remporte la mairie avec 92 % du vote. Son parti remporte les 52 sièges du conseil municipal. Le principal parti d'opposition le Front d'action politique (FRAP), voit deux de ses candidats être emprisonnés sans motifs, Henri Bellemare, dans Saint-Jacques et Jean Roy, dans Saint-Louis, et parvient à récolter 18 % en moyenne dans chaque district.

## Contexte de l'élection

### Administration Drapeau-Saulnier

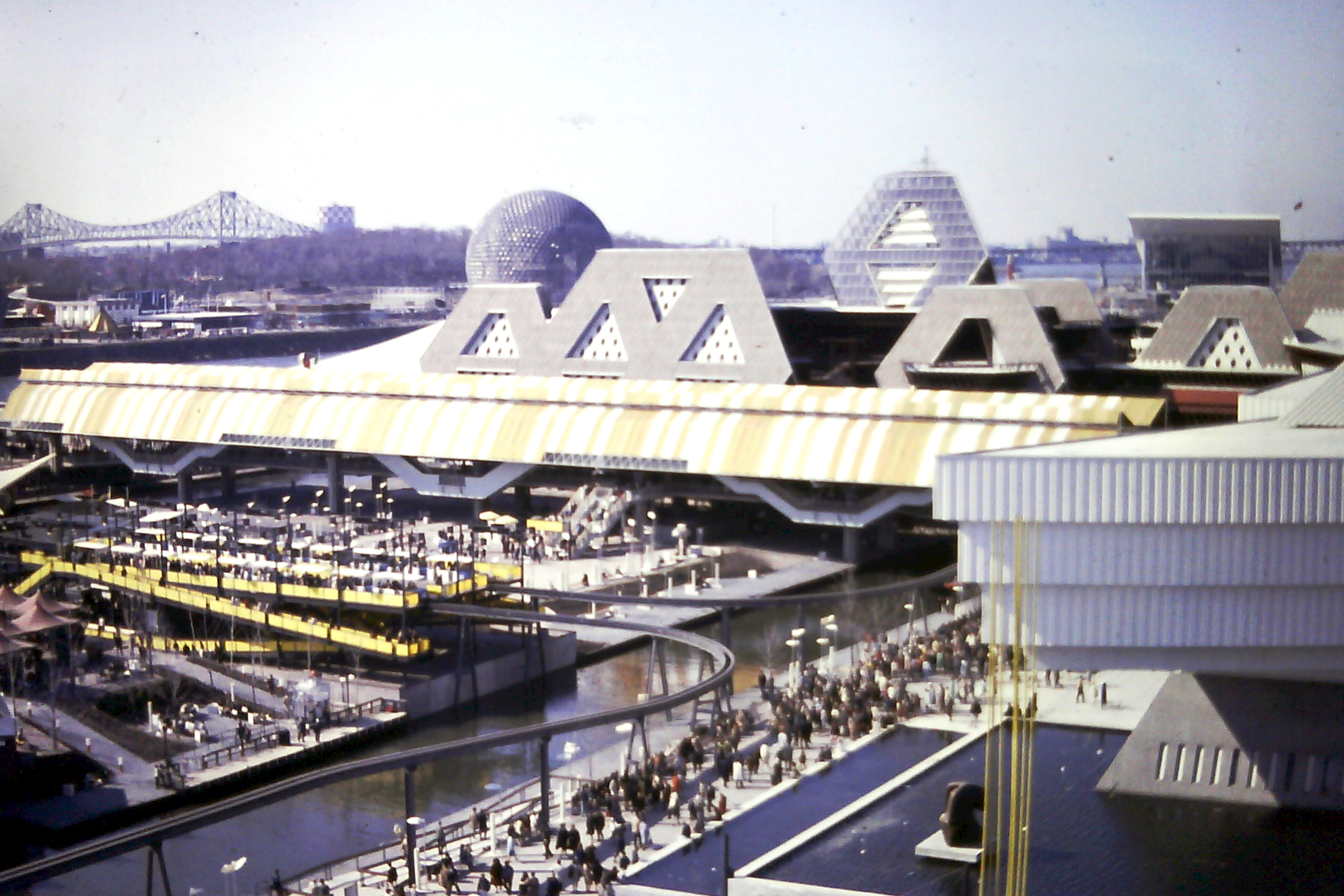
L'Exposition universelle de 1967 à Montréal est un point fort de l'administration Drapeau-Saulnier

En octobre 1970, le maire Jean Drapeau termine le troisième terme de son second mandat à la tête de la ville de Montréal.
Élu pour la première fois comme maire en octobre 1954, il se présente à l'époque comme le candidat de lutte à la corruption. Cette priorité reflète son implication avec la Comité de moralité publique de 1949 à 1953, qui devient la Ligue d'action civique en 1954. Avec le retrait du maire sortant Camilien Houde en septembre 1954, Sarto Fournier devient le favori du premier ministre unioniste Maurice Duplessis. Fournier est le principal rival de Drapeau aux élections de 1957, 1960 et 1962.
Lors de son premier mandat (1954-1957), Jean Drapeau  s'attaque aux tripots, aux maisons closes, interdit les loteries et les billards électriques et réduit les subventions de lutte à la pauvreté. Drapeau entre en conflit avec plusieurs acteurs montréalais de l'Union nationale comme Paul Dozois, député de Montréal–Saint-Jacques qui devient Ministre des affaires municipales et prend parti contre le député indépendant près de Duplessis Frank Hanley en 1956.       
L'organisation de l'Union nationale, la pègre et les journaux montréalais appuient le candidat Sarto Fournier qui remporte l'élection de 1957 contre Drapeau. Fournier n'effectue qu'un mandat; la conjoncture politique, la mort de Duplessis et l'élection de Jean Lesage et du Parti libéral du Québec favorise le retour de Drapeau. En août 1960, Jean Drapeau et son nouveau bras droit Lucien Saulnier, qui deviendra président du comité exécutif de Montréal, fondent le Parti civique; ils entendent briguer la mairie en octobre 1960.
Drapeau remporte l'élection municipale de 1960 avec 53 % du vote ; son parti remporte 44 des 66 sièges au conseil municipal. Sous l'administration Drapeau-Saulnier, Montréal change de visage. La ville se dote au cours des années 1960 de la majorité de son réseau d'autoroute actuel avec l'achèvement du Pont Champlain, du pont-tunnel Louis-Hippolyte-Lafontaine, l’autoroute Bonaventure et de l’autoroute Décarie; les premières phases du Métro de Montréal sont aussi complétés durant cette période. Au centre-ville, on procède à l'ouverture de la Place Ville Marie en 1962, de la Place des arts en 1963, la Tour de la Bourse en 1964 et à la Place Bonaventure en 1968.
Drapeau creuse son avance aux deux élections qui suivent. Il remporte la mairie avec 88 % du vote en 1962 et 94 % du vote en 1966. Entre 1966 et 1970, le principal changement administratif à la carte électorale de Montréal est l'annexion Cité de Saint-Michel à la suite d'un référendum tenu le 20 octobre 1968.

### Formation du Front d'action politique
Le Front d'action politique des salariés à Montréal (FRAP) qui constitue la principale opposition au maire Drapeau à l'élection de 1970 est formé en mai 1970 d'une coalition de comités de citoyens formés au cours des années 1960, de militants syndicaux et d'étudiants.
En marge des grands chantiers de l'ère Drapeau-Saulnier, Montréal est toujours aux prises avec des problèmes criants de logements insalubres et de pauvreté endémique, particulièrement dans les quartiers centraux. Montréal connaît en 1969 plusieurs mouvements de contestation et de grandes manifestations, d'abord dans le milieu étudiant avec McGill français et la Loi 63 en mars, puis la Grève des policiers et des pompiers en octobre. Le 12 novembre 1969, l'administration Drapeau-Saulnier interdit les manifestations à Montréal.
Les premiers groupes populaires d'opposition citoyenne à l'administration municipale sont formés d'abord dans les quartiers Saint-Henri et Pointe-Saint-Charles en 1963. Plusieurs comités naîtrons de ces groupes de revendication.

## Campagne électorale
« Il est assez rare, de fait, qu’une campagne électorale dans une ville comme Montréal soit reléguée au troisième plan, que l’armée et la police soient en nombre sans précédent dans la rue et que la stupeur soit à un degré tel qu’il est normal de se demander si les Montréalais oseront quand même aller voter »

— La Presse, 22 octobre 1970

« si le FRAP est élu, le sang coulera dans les rues de Montréal…. »

— Jean Drapeau, 22 octobre 1970
Le Front d'action politique annonce au début d’août 1970 qu’il présentera des candidats dans la majorité des districts électoraux.
Le 16 octobre, l'application des mesures de guerre à Montréal vient semer l'incertitude au sein du FRAP. Deux candidats, le docteur Henri Bellemare, candidat vedette dans Saint-Jacques, et l'imprimeur Jean Roy dans Saint-Louis, sont arrêtés. Le conseil permanent du FRAP décide toutefois de continuer son travail électoral : porte à porte, distribution de tracts et de journaux et assemblées continuerons.
Le 21 octobre, le ministre fédéral Jean Marchand déclare que le FRAP sert de couverture au Front de libération du Québec.

## Partis politiques, plateformes et candidatures
| Parti | Parti                    | Nombre de candidats | Nombre de candidats | Total |
| Parti | Parti                    | Maire de Montréal   | Conseiller de ville | Total |
| ----- | ------------------------ | ------------------- | ------------------- | ----- |
|       | Parti civique            | 1                   | 52                  | 53    |
|       | Front d'action politique | 0                   | 30                  | 30    |
|       | Parti de Montréal        | 0                   | 14                  | 14    |
|       | Réveil de Montréal       | 1                   | 2                   | 3     |
|       | Parti réaliste-ouvrier   | 1                   | 0                   | 1     |
|       | Indépendants             | 4                   | 19                  | 30    |
| Total | Total                    | 7                   | 52                  | 122   |

### Candidats à la mairie
Les candidats à la mairie pour l'élection de 1970 sont le maire sortant Jean Drapeau, le notaire André Desmarais du parti Le Réveil de Montréal,  	
la militante socialiste Manon Leger, l'économiste Joseph Abraham, le docteur Jean-Guy Robillard, le psychanalyste Claude Longtin du Parti réaliste-ouvrier et l'employé municipal Lucien Monette.

## Résultats

### Mairie
| Parti                             | Parti                             | Candidats                         | Voix    | %     |
| --------------------------------- | --------------------------------- | --------------------------------- | ------- | ----- |
|                                   | Parti civique                     | Jean Drapeau (Sortant)            | 339 215 | 91,80 |
|                                   | Réveil de Montréal                | André Desmarais                   | 11 072  | 2,99  |
|                                   | Indépendante                      | Manon Leger                       | 7 189   | 1,94  |
|                                   | Indépendant                       | Joseph Abraham                    | 3 831   | 1,03  |
|                                   | Indépendant                       | Jean-Guy Robillard                | 3 492   | 0,94  |
|                                   | Parti réaliste-ouvrier            | Claude Longtin                    | 3 442   | 0,93  |
|                                   | Indépendant                       | Lucien Monette                    | 1 269   | 0,34  |
|                                   |                                   |                                   |         |       |
| Votes valides                     | Votes valides                     | Votes valides                     | 369 510 | 0     |
| Bulletins rejetés                 | Bulletins rejetés                 | Bulletins rejetés                 | NC      | NC    |
| Total                             | Total                             | Total                             | NC      | NC    |
| Abstention                        | Abstention                        | Abstention                        | NC      | NC    |
| Nombre d'inscrits / participation | Nombre d'inscrits / participation | Nombre d'inscrits / participation | 698 733 | NC    |

### Conseil municipal
Le Parti civique obtient la totalité des 52 sièges du Conseil municipal de Montréal.  
Voir les détails pour districts électoraux ci-dessous :

### Districts

#### Ahuntsic
| District | Poste      | Candidat                                  | Votes  | %      |
| Ahuntsic | Siège No.1 | Paul-Émile Robert Parti civique           | 21 977 | 80,0 % |
| Ahuntsic | Siège No.1 | Michel Cartier Front d'action politique   | 5 464  | 20,0 % |
| Ahuntsic | Siège No.2 | Jean-Paul Bonin Parti civique             | 20 692 | 75,0 % |
| Ahuntsic | Siège No.2 | Claude Jasmin Front d'action politique    | 4 119  | 14,9 % |
| Ahuntsic | Siège No.2 | Pierre Bourdon Parti de Montréal          | 2 758  | 10,0 % |
| Ahuntsic | Siège No.3 | Jean-C. Leblanc Parti civique             | 21 487 | 76,9 % |
| Ahuntsic | Siège No.3 | Émile Boudreault Front d'action politique | 4 015  | 14,4 % |
| Ahuntsic | Siège No.3 | Bruno Houle Parti de Montréal             | 2 405  | 8,6 %  |

#### Côte-des-Neiges
| Côte-des-Neiges | Siège No.1 | Sydney Wise Parti civique              | Sans opposition | Sans opposition |
| Côte-des-Neiges | Siège No.2 | John Lynch-Staunton Parti civique      | 12900           | 0 %             |
| Côte-des-Neiges | Siège No.2 | José Levy Indépendant                  | 2441            | 0 %             |
| Côte-des-Neiges | Siège No.2 | John Patrick Boyle Parti de Montréal   | 1092            | 0 %             |
| Côte-des-Neiges | Siège No.3 | Paul Lacoste Parti civique             | 12829           | 0 %             |
| Côte-des-Neiges | Siège No.3 | Gérard Raymond Indépendant             | 1826            | 0 %             |
| Côte-des-Neiges | Siège No.3 | J. Michael Granofsky Parti de Montréal | 1844            | 0 %             |

#### Laval
| Laval | Siège No.1 | Roger Sigouin Parti civique      | Sans opposition | Sans opposition |
| Laval | Siège No.2 | Lawrence Hanningan Parti civique | Sans opposition | Sans opposition |
| Laval | Siège No.3 | George Marchand Parti civique    | Sans opposition | Sans opposition |

#### Maisonneuve
| Maisonneuve | Siège No.1 | Pierre Lorange Parti civique                     | 7430  | 69,8 % |
| Maisonneuve | Siège No.1 | Marcel Bureau Front d'action politique           | 3213  | 17,3 % |
| Maisonneuve | Siège No.2 | Normand Lussier Parti civique                    | 18571 | 82,3 % |
| Maisonneuve | Siège No.2 | Jean-Baptiste Desnoyers Front d'action politique | 3988  | 17,7 % |
| Maisonneuve | Siège No.3 | Yvon Payette Parti civique                       | 18227 | 79,6 % |
| Maisonneuve | Siège No.3 | Yves Dufour Front d'action politique             | 3051  | 13,3 % |
| Maisonneuve | Siège No.3 | Lionel Rozon Indépendant                         | 1623  | 7,1 %  |

#### Mercier
| Mercier | Siège No.1 | Richard Lasalle Parti civique       | 31426 | 0 % |
| Mercier | Siège No.1 | Roger Hebert Réveil de Montréal     | 7639  | 0 % |
| Mercier | Siège No.2 | Fernand Desjardins Parti civique    | 35173 | 0 % |
| Mercier | Siège No.2 | Zotique Ducharme Réveil de Montréal | 4434  | 0 % |
| Mercier | Siège No.3 | Adrien Angers Parti civique         | 33645 | 0 % |
| Mercier | Siège No.3 | Charles E. Gariepy Indépendant      | 3743  | 0 % |
| Mercier | Siège No.3 | Lucien Mallette Réveil de Montréal  | 2378  | 0 % |

#### Notre-Dame-de-Grâce
| Notre-Dame-de-Grâce | Siège No.1 | John Bellin Parti civique           | 19367           | 0 %             |
| Notre-Dame-de-Grâce | Siège No.1 | Douglas N. Harvey Parti de Montréal | 5189            | 0 %             |
| Notre-Dame-de-Grâce | Siège No.2 | John N. Parker Parti civique        | Sans opposition | Sans opposition |
| Notre-Dame-de-Grâce | Siège No.3 | Guy Lacoste Parti civique           | 17479           | 0 %             |
| Notre-Dame-de-Grâce | Siège No.3 | Jacques Brisebois Parti de Montréal | 5703            | 0 %             |
| Notre-Dame-de-Grâce | Siège No.3 | Carl Dubuc Indépendant              | 1759            | 0 %             |

#### Papineau
| District | Poste      | Candidat                                 | Votes | %   |
| Papineau | Siège No.1 | Gérard Niding Parti civique              | 13340 | 0 % |
| Papineau | Siège No.1 | Gaston Therrien Front d'action politique | 3445  | 0 % |
| Papineau | Siège No.2 | Jean-Paul Marchand Parti civique         | 13072 | 0 % |
| Papineau | Siège No.2 | Henri Gagnon Indépendant/CTM             | 3793  | 0 % |
| Papineau | Siège No.3 | Jean-Paul Cloutier Parti civique         | 13140 | 0 % |
| Papineau | Siège No.3 | Guy Dupuis Indépendant                   | 3591  | 0 % |

#### Rivière-des-Prairies
| Rivière-des-Prairies | Siège No.1 | René Masson Parti civique         | 2721 | 0 % |
| Rivière-des-Prairies | Siège No.1 | Armand Gaucher Indépendant        | 562  | 0 % |
| Rivière-des-Prairies | Siège No.1 | Charles Ordines Parti de Montréal | 462  | 0 % |
| Rivière-des-Prairies | Siège No.2 | Lionel Bourdon Parti civique      | 2380 | 0 % |
| Rivière-des-Prairies | Siège No.2 | Georges Boutin Indépendant        | 897  | 0 % |
| Rivière-des-Prairies | Siège No.2 | André Beaulieu Parti de Montréal  | 484  | 0 % |

#### Rosemont
| Rosemont | Siège No.1 | Jean Trottier Parti civique                 | 20057 | 0 % |
| Rosemont | Siège No.1 | André Gravel Front d'action politique       | 3090  | 0 % |
| Rosemont | Siège No.1 | Marcel Despatis Indépendant                 | 6800  | 0 % |
| Rosemont | Siège No.2 | René C. Paris Parti civique                 | 24818 | 0 % |
| Rosemont | Siège No.2 | Paul Cliche Front d'action politique        | 4843  | 0 % |
| Rosemont | Siège No.3 | Jean Guillet Parti civique                  | 25984 | 0 % |
| Rosemont | Siège No.3 | Jean-Claude Renaud Front d'action politique | 4027  | 0 % |

#### Saint-Édouard
| Saint-Édouard | Siège No.1 | Jean Labelle Parti civique                  | 16770 | 0 % |
| Saint-Édouard | Siège No.1 | Maurice Cloutier Front d'action politique   | 3903  | 0 % |
| Saint-Édouard | Siège No.2 | Roméo Desjardins Parti civique              | 17820 | 0 % |
| Saint-Édouard | Siège No.2 | Lina Trudel Front d'action politique        | 2686  | 0 % |
| Saint-Édouard | Siège No.3 | Jean Malouf Parti civique                   | 16523 | 0 % |
| Saint-Édouard | Siège No.3 | Jacques Bourdouxhe Front d'action politique | 2767  | 0 % |
| Saint-Édouard | Siège No.3 | Evasio Vellone Parti de Montréal            | 1111  | 0 % |

#### Saint-Henri
| Saint-Henri | Siège No.1 | Angelo Anfosse Parti civique              | 18748 | 0 % |
| Saint-Henri | Siège No.1 | Roger Lenoir Front d'action politique     | 3498  | 0 % |
| Saint-Henri | Siège No.2 | Guy Moses Parti civique                   | 18343 | 0 % |
| Saint-Henri | Siège No.2 | Adolphe Lapointe Front d'action politique | 3772  | 0 % |
| Saint-Henri | Siège No.3 | Yvon Lamarre Parti civique                | 20124 | 0 % |
| Saint-Henri | Siège No.3 | Philippe Hale Front d'action politique    | 2344  | 0 % |

#### Saint-Jacques
| Saint-Jacques | Siège No.1 | Fernand Drapeau Parti civique              | 14391 | 0 % |
| Saint-Jacques | Siège No.1 | Carmen Desjardins Front d'action politique | 2885  | 0 % |
| Saint-Jacques | Siège No.2 | Ernest Chénier Parti civique               | 11955 | 0 % |
| Saint-Jacques | Siège No.2 | Henri Bellemare Front d'action politique   | 4597  | 0 % |
| Saint-Jacques | Siège No.3 | George Girard Parti civique                | 12444 | 0 % |
| Saint-Jacques | Siège No.3 | Gaétan Larochelle Front d'action politique | 3951  | 0 % |

#### Saint-Louis
| Saint-Louis | Siège No.1 | Fernand Alie Parti civique              | 10 770 | 79,6 % |
| Saint-Louis | Siège No.1 | Jehn Kambites Front d'action politique  | 1 961  | 14,5 % |
| Saint-Louis | Siège No.1 | Joseph Zappia Parti de Montréal         | 791    | 5,8 %  |
| Saint-Louis | Siège No.2 | Hyman Brock Parti civique               | 9 601  | 0 %    |
| Saint-Louis | Siège No.2 | Jean Roy Front d'action politique       | 3 063  | 0 %    |
| Saint-Louis | Siège No.2 | Denis Moshonas Parti de Montréal        | 978    | 0 %    |
| Saint-Louis | Siège No.3 | J.P. Raymond Collins Parti civique      | 9 938  | 74,5 % |
| Saint-Louis | Siège No.3 | Adèle Williams Front d'action politique | 2 469  | 18,5 % |
| Saint-Louis | Siège No.3 | Samuel Walsh Indépendant                | 927    | 6,9 %  |

| Parti                             | Parti                             | Candidats                         | Voix   | Pourcentage | Sièges |
| --------------------------------- | --------------------------------- | --------------------------------- | ------ | ----------- | ------ |
|                                   | Parti civique                     | 3                                 | 30 309 | 74,83 %     | 3      |
|                                   | Front d'action politique          | 3                                 | 7 493  | 18,50 %     | 0      |
|                                   | Parti de Montréal                 | 2                                 | 1 769  | 4,37 %      | 0      |
|                                   | Indépendant                       | 1                                 | 927    | 2,23 %      | 0      |
| Total                             | Total                             | Total                             | 40 498 | 100 %       | 3      |
|                                   |                                   |                                   |        |             |        |
| Votes valides                     | Votes valides                     | Votes valides                     | 40 498 | 85,1 %      |        |
| Bulletins rejetés                 | Bulletins rejetés                 | Bulletins rejetés                 | 7 141  | 14,9 %      |        |
| Total                             | Total                             | Total                             | 47 639 | 100 %       |        |
| Abstention                        | Abstention                        | Abstention                        | 42 855 | 0           |        |
| Nombre d'inscrits / participation | Nombre d'inscrits / participation | Nombre d'inscrits / participation | 90 494 | 0           |        |

#### Saint-Michel
| Saint-Michel | Siège No.1 | Rocco Luccisano Parti civique            | 9902 | 0 % |
| Saint-Michel | Siège No.1 | Raymond Bourget Front d'action politique | 2346 | 0 % |
| Saint-Michel | Siège No.1 | Nico Ciamarra Indépendant                | 4445 | 0 % |
| Saint-Michel | Siège No.2 | Aimé Sauvé Parti civique                 | 9503 | 0 % |
| Saint-Michel | Siège No.2 | André Compte Front d'action politique    | 1569 | 0 % |
| Saint-Michel | Siège No.2 | Jean-Paul Rivard Indépendant             | 4459 | 0 % |
| Saint-Michel | Siège No.3 | Ernest Rousille Parti civique            | 9683 | 0 % |
| Saint-Michel | Siège No.3 | Marcel Toutant Front d'action politique  | 1485 | 0 % |
| Saint-Michel | Siège No.3 | Réal Lemire Indépendant                  | 4435 | 0 % |
| Saint-Michel | Siège No.4 | Raymond Rail Parti civique               | 8083 | 0 % |
| Saint-Michel | Siège No.4 | Marcel Bruyere Front d'action politique  | 1152 | 0 % |
| Saint-Michel | Siège No.4 | Léopold Lavoie Indépendant               | 6482 | 0 % |

#### Sainte-Anne
| District   | Poste      | Candidat                                | Votes | %   |
| Saint-Anne | Siège No.1 | Joffre Laporte Parti civique            | 8191  | 0 % |
| Saint-Anne | Siège No.1 | Gaston Tessier Front d'action politique | 1386  | 0 % |
| Saint-Anne | Siège No.1 | Mike Strusinski Indépendant             | 732   | 0 % |
| Saint-Anne | Siège No.2 | Albert Colette Parti civique            | 8888  | 0 % |
| Saint-Anne | Siège No.2 | Henri Sirois Front d'action politique   | 1509  | 0 % |
| Saint-Anne | Siège No.3 | Yves Magnan Parti civique               | 7981  | 0 % |
| Saint-Anne | Siège No.3 | Adèle Williams Front d'action politique | 2258  | 0 % |

#### Saraguay
| District | Candidat                      | Votes | %      |
| Saraguay | Léonard Leblanc Parti civique | 164   | 67,7 % |
| Saraguay | Melvin Marcille Indépendant   | 78    | 32,2 % |

#### Snowdon
| Snowdon | Siège No.1 | Jerry Snyder Parti civique        | Sans opposition | Sans opposition |
| Snowdon | Siège No.2 | Lucien H. Gagné Parti civique     | 14119           | 0 %             |
| Snowdon | Siège No.2 | Nat Aronoff Indépendant           | 7597            | 0 %             |
| Snowdon | Siège No.2 | Léonard Tollett Parti de Montréal | 777             | 0 %             |
| Snowdon | Siège No.3 | Abraham Cohen Parti civique       | 18783           | 0 %             |
| Snowdon | Siège No.3 | Louis Sheff Indépendant           | 2496            | 0 %             |
| Snowdon | Siège No.3 | Henri King Parti de Montréal      | 1253            | 0 %             |

#### Villeray
| Villeray | Siège No.1 | Jean Laroche Parti civique                | 16228 | 0 % |
| Villeray | Siège No.1 | André Toupin Front d'action politique     | 2183  | 0 % |
| Villeray | Siège No.1 | Camille Hoyos Parti de Montréal           | 1089  | 0 % |
| Villeray | Siège No.2 | Charles Martel Parti civique              | 15624 | 0 % |
| Villeray | Siège No.2 | Baryl Zackon Indépendant                  | 1497  | 0 % |
| Villeray | Siège No.2 | Léo Manseau Parti de Montréal             | 2509  | 0 % |
| Villeray | Siège No.3 | Arthur Gagnon Parti civique               | 16627 | 0 % |
| Villeray | Siège No.3 | Jean-Yves Vézina Front d'action politique | 2836  | 0 % |

## Sources bibliographiques
- (fr) Marc Comby, Mouvements sociaux, syndicats et action politique à Montréal : l'histoire du FRAP (1970-1974), Montréal, Université de Montréal, 2006, 125 p. (lire en ligne).

- (fr) Donald McGraw, Le développement des groupes populaires à Montréal, 1963-1973, Montréal, Editions coopératives A. Saint-Martin, 1978, 181 p..